# Leptothorax miserabilis
Leptothorax miserabilis är en myrart som beskrevs av Santschi 1918. Leptothorax miserabilis ingår i släktet smalmyror, och familjen myror. Inga underarter finns listade i Catalogue of Life.